# Persoonia subtilis
Persoonia subtilis (лат.) — кустарник, вид рода Персоония (Persoonia) семейства Протейные (Proteaceae), эндемик юго-востока Квинсленда в Австралии. Раскидистый или стелющийся кустарник со множеством стеблей, опушёнными молодыми ветвайми, линейными листьями и жёлтыми цветками.

## Ботаническое описание
Persoonia subtilis — раскидистый или низкорослый кустарник высотой 15-100 см со множеством стеблей и молодыми веточками, покрытыми сероватыми или коричневатыми волосками. Листья линейные, 15-50 мм в длину и 0,4-0,8 мм в ширину, с бороздкой на нижней поверхности, загибаются вверх. Цветки расположены группами до 18 вдоль цветоносного побега длиной до 50 мм, которая обычно продолжает расти после цветения, каждый цветок на опушённой цветоножке длиной 2-8 мм с листом. или чешуйчатый листочком у основания. Листочки околоцветника жёлтые, длиной 7-10 мм. Цветёт в основном с ноября по январь. Плод — зелёная костянка с пурпурными полосами.

## Таксономия
Впервые вид был официально описан австралийскими ботаниками Питером Уэстоном и Лоренсом Джонсоном из Национального гербария Нового Южного Уэльса в 1994 году в журнале Telopea по образцам, собранным в 1990 году возле водопада Мимоза-Крик на плато Блэкдаун.

## Распространение и местообитание
P. subtilis — эндемик Квинсленда. Растёт в лесах и лесных массивах в районе между плоскогорьем Блэкдаун, хребтом Карнарвон и Баракулой на юго-востоке Квинсленда.